# Glavati
Glavati (en serbe cyrillique : Главати) est un village du sud-ouest du Monténégro, dans la municipalité de Kotor.

## Démographie

### Évolution historique de la population
| 1948 | 1953 | 1961 | 1971 | 1981 | 1991 | 2003 |
| ---- | ---- | ---- | ---- | ---- | ---- | ---- |
| 189  | 165  | 160  | 130  | 94   | 186  | 160  |